# Norbert Elias
Norbert Elias (Breslau, 22 juni 1897 – Amsterdam, 1 augustus 1990) was een Duits-Britse socioloog van Joodse afkomst.

## Levensloop
Elias werd geboren als zoon van de textielhandelaar Hermann Elias en Sophie Gallewski (Galevski) in het destijds Duitse Breslau, het tegenwoordige Wrocław in Polen. Hij volgde het gymnasium en deed in 1915 eindexamen. Tijdens de Eerste Wereldoorlog diende hij van 1915 tot 1919 als vrijwilliger in het Duitse leger, aanvankelijk als telegrafist aan het front en na een psychische crisis in 1917 als ziekenverpleger te Breslau. Hier studeerde hij vanaf 1917 geneeskunde, filosofie en psychologie. Toen het vermogen van zijn vader verdampte als gevolg van de naoorlogse hyperinflatie, ging Elias in 1922 bij een ijzerwarenfabriek werken als hoofd Export. In 1924 promoveerde hij aan de Universiteit van Breslau tot doctor in de filosofie op het proefschrift Idee und Individuum. Toen zijn ouders zich financieel weer konden redden ging hij vanaf 1925 sociologie studeren in Heidelberg bij Alfred Weber. Hier raakte hij bevriend met Karl Mannheim, die toen nog een niet-betaalde docent was (Privatdozent), en hielp hij hem in diens contacten met studenten. Toen Mannheim in 1930 Max Scheler aan de Universiteit van Frankfurt opvolgde, nodigde hij Elias uit om zijn assistent te worden met uitzicht op zijn Habilitation (tweede dissertatie) na drie jaar. De volgende jaren legde Mannheim zich vooral toe op de grote hoorcolleges voor studenten en bezoekers uit de Frankfurtse intelligentsia, terwijl Elias werkcolleges voor zijn rekening nam en studenten begeleidde bij het schrijven van scripties en dissertaties. Daarnaast werkte hij aan zijn habilitatiestudie (die pas veel later in uitgebreide vorm zou worden uitgegeven als Die höfische Gesellschaft), maar tot het houden van een aanstellingsvoordracht als Privatdozent kwam het na de machtsovername door de nazi's niet meer.
In maart 1933 moest hij Duitsland ontvluchten en zocht hij eerst zijn toevlucht in Parijs, waar hij een fabriekje voor houten speelgoed opzette. Bij ontbreken van enig uitzicht op een universitaire positie vertrok hij, zonder veel kennis van het Engels, anderhalf jaar later naar Londen, waar hij met financiële steun van een joodse vluchtelingenorganisatie kon werken aan Über den Prozeß der Zivilisation, een groots opgezet onderzoek naar de sociale herkomst van de meer beschaafde gedragsvormen in Europa en de achterliggende ontwikkeling van de westerse samenlevingen, dat in 1939 werd voltooid. Hij kreeg een baan als onderzoeker aan de London School of Economics en werd in het begin van de oorlog geëvacueerd naar Cambridge. Toen Duitsland het Verenigd Koninkrijk dreigde binnen te vallen werden Duitsers als verdachte 'enemy aliens' preventief geïnterneerd, eerst in een kamp bij Liverpool en later op het eiland Man. Na zijn vrijlating, acht maanden later, werkte hij mee aan het volwassenenonderwijs van de Labour Party en van de Universiteit van Londen. Op 22 februari 1952 werd hij genaturaliseerd tot Brits burger. In 1954 vestigde hij zich in Leicester na zijn benoeming tot medewerker aan de nieuw opgerichte faculteit sociologie van de universiteit aldaar; zijn pensionering volgde in 1962. Van 1962 tot 1964 was hij als hoogleraar sociologie verbonden aan de Legon University in Accra (Ghana).
Vanaf 1964 was Elias gasthoogleraar op diverse plaatsen in Duitsland en in Amsterdam (1969-1970) en Den Haag (1971). Vanaf 1984 vestigde hij zich definitief in Amsterdam, waar hij in 1990 op 93-jarige leeftijd overleed. De laatste jaren van zijn leven was hij vrijwel blind en dicteerde hij zijn teksten aan assistenten.

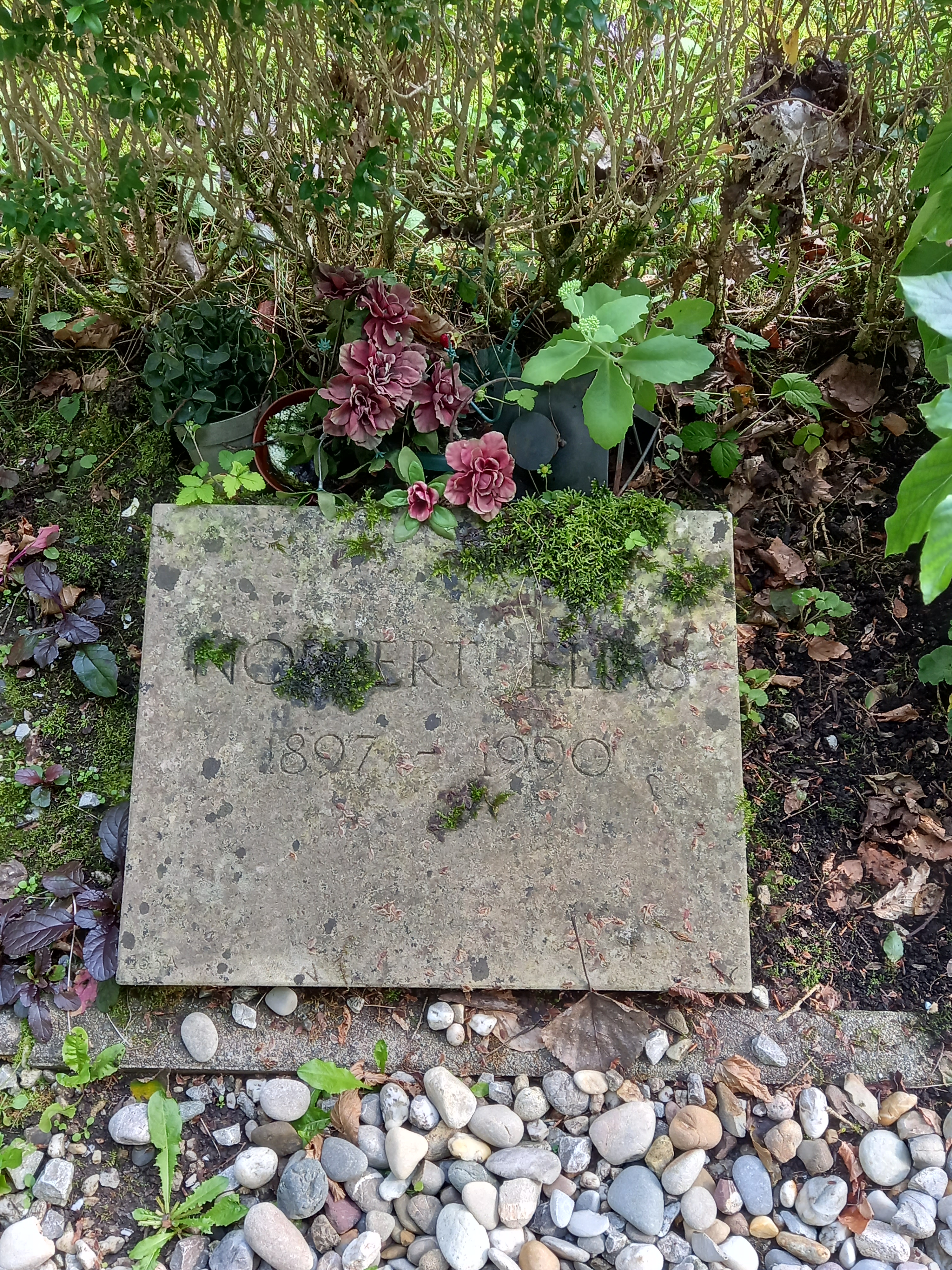
Het graf van Norbert Elias op Herdenkingspark Westgaarde te Amsterdam

## Werk en receptie
In Engeland zette Elias zijn onderzoek voort in het British Museum. Min of meer bij toeval stuitte hij op etiquetteboeken. In zijn speurtocht naar de ontwikkeling van de daarin aanbevolen gedragingen stuitte hij telkens op woorden als 'courtoisie', 'civilité' en 'civilisation', en kwam hij tot de slotsom dat dit trefwoorden waren voor wat in verschillende perioden gezien werd als toonaangevend gedrag. Elias vroeg zich af of deze gedragsstandaarden in de opeenvolgende edities van de manierenboeken veranderd waren. Het antwoord was zeer verrassend: niet alleen waren de sociale standaarden drastisch veranderd sedert de middeleeuwen en de Renaissance, maar sommige gedragingen uit vroegere tijden waren zelfs volstrekt onacceptabel geworden. De Europeanen waren veel gevoeliger geworden voor het menselijk lichaam en de fysieke kanten van het bestaan (eten, slapen, opvoeding, seks en geweld). De menselijke natuur had zich vanuit een gewelddadige middeleeuwse spontaniteit ontwikkeld in de richting van meer stabiele, gematigde en beheerste gedrags- en gevoelspatronen. Terwijl in een proces van honderden jaren de maatschappelijke vervlechtingen gedifferentieerder en dwingender werden (in het kader van geweldsmonopolisering en staatsvorming), was de structuur van de persoonlijkheid “beschaafder” geworden.
Über den Prozeß der Zivilisation verscheen (afgezien van een beperkte 'Vorabdruck' van deel I in 1937), in 1939 bij een tamelijk onbekende Zwitserse uitgever. Menno ter Braak las het boek en wijdde er een lovende beschouwing aan. Die werd begin jaren vijftig gelezen door de sociologiestudent Joop Goudsblom, die later als hoogleraar, met de historicus Maarten Brands, Elias later naar Nederland haalde, en een pleitbezorger van diens werk zou blijven. In 1973 kwam er een Franse vertaling uit van het 'magnum opus' en in 1978 volgde de Engelse (The Civilizing Process, in het kader van het Verzameld Werk hernoemd tot On the Process of Civilisation). Een televisieportret van Elias werd uitgezonden door de VPRO in 1975. In Duitsland kwam Elias' doorbraak met de Suhrkamp-pocketeditie van 1976. Vele vertalingen in andere talen volgden. De Nederlandse verscheen in 1982. Ook in de 21e eeuw blijft het werk onderzoekers in alle continenten inspireren.
De twee delen van Über den Prozeß der Zivilisation werden in het Frans apart uitgegeven als La civilisation des moeurs (1973) en La dynamique de l’Occident (1975). Het werk werd vergeleken met het boek van Philippe Ariès L'Enfant et la vie familiale sous l'Ancien Régime. De Franse herontdekking van het boek stimuleerde de hernieuwde interesse ervoor in Noordwest-Europa. François Furet noemde het boek 'een ware betovering' en 'zowel charmant als diepzinnig'. Hij zette hiermee de toon voor vele lovende recensies. Ook kritische reacties bleven niet uit.
Elias wordt als een van de belangrijkste sociologen van de twintigste eeuw beschouwd. In 1998 vroeg de International Sociological Association haar leden naar de belangrijkste sociologische boeken van 20e eeuw: Het civilisatieproces kwam op de zevende plaats. In 1977 ontving hij de Theodor Adorno-prijs van de stad Frankfurt, in 1980 een eredoctoraat van de Universiteit van Bielefeld, in 1986 het Große Verdienstkreuz van de Bundesrepublik Deutschland. In 1989 won hij de 'Premio Europeo Amalfi per la Sociologia e le Scienze Sociali', in 1990 de 'Premio Nonino' voor een 'Maestro del nostro tempo'. Op zijn negentigste verjaardag (1987) werd hij benoemd  tot Commandeur in de Orde van Oranje-Nassau. Almere noemde in 2015 een weg in de experimentele wijk Oosterwold naar hem en in 2017 kreeg brug 453 in het Amsterdamse Vondelpark zijn naam.
Elias geldt als de grondlegger van de figuratie- of processociologie. Tussen 1974 en 2004 was het Amsterdams Sociologisch Tijdschrift een belangrijke spreekbuis van deze benadering.
De Norbert Elias Foundation, gevestigd te Amsterdam, stelt zich ten doel de bekendheid met het werk van Norbert Elias te vergroten en onderzoek dat hierop voortbouwt te stimuleren. Dat doet ze onder meer door het organiseren en subsidiëren van internationale wetenschappelijke congressen en de uitgave van het blad Figurations. 

## Publicaties (keuze)
- Über den Prozeß der Zivilisation. Soziogenetische und psychogenetische Untersuchungen (2 delen, 1939). Uitgebreide 2e druk 1969. Vertaling: Het civilisatieproces. Sociogenetische en psychogenetische onderzoekingen (1982; in 2011 heruitgave in de Reeks Grote Klassieken van uitgeverij Boom).
- The Established and the Outsiders, met John L. Scotson (1965; 2e uitgebreide druk 1994). De gevestigden en de buitenstaanders (1976). Nieuwe uitgebreide druk: Gevestigden en buitenstaanders. Amsterdam: Boom, 2005.
- Was ist Soziologie? (1970). Wat is sociologie? (1971).
- Problemen van betrokkenheid en distantie. Amsterdam: Meulenhoff, 1982 (ISBN 90 290 2081 4). Engagement und Distanzierung (1983). Involvement and Detachment ([1956, 1982] 1987).
- An Essay on Time (1982). Een essay over tijd (1985).
- Die höfische Gesellschaft (1969). The Court Society. Oxford: Basil Blackwell, 1983. De hofsamenleving (2001).
- Los der Menschen (1987), gedichten, opgedragen aan Renate Rubinstein
- Studien über die Deutschen (1989). Studies over de Duitsers (2003)
- Mozart. Zur Soziologie eines Genies (1991). Mozart. De sociologie van een genie (1991).
- Norbert Elias Gesammelte Schriften, 19 delen. Frankfurt: Suhrkamp, 1997-2010.
- The Collected Works of Norbert Elias, 18 delen. Dublin: UCD Press, 2005-2014.